# Rehamna

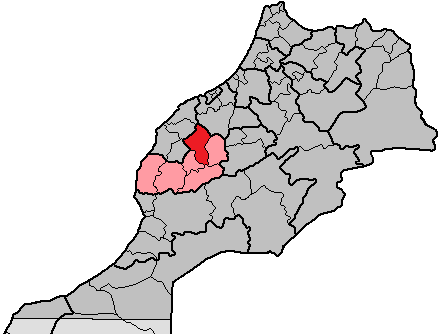
Ben Guerir, capitale des Rehamna.

Rehamna est une tribu arabo-berbère qui s'est installée au nord du Sahara entre le XIIIe siècle et le XVe siècle,.

## Histoire
Les Rehamna sont originellement des Hassan, issus de la branche arabe des Banu Maqil originaires du Yémen. Cette tribu a combattu les Portugais vers 1525. Pour les récompenser, les Saadiens leur ont offert la région du nord-ouest de Marrakech qui fut habité antérieurement par les indigènes Haskoura. Cette région porte aujourd'hui leur nom en raison de leur forte et profonde implantation. Les nombreuses migrations apports de souches diverses ont donné à la tribu un mélange d'origines et d'affilations tribales arabes, berbères et africains.

## Familles et personnages illustres
La tribu des Rehamna est devenue célèbre dans l'histoire du Maroc par ses insurrections acharnées ainsi que par ses savants, maîtres, qadis et personnages importants dans l'appareil du pouvoir marocain.
Parmi ces personnages importants figurent Sahaba el-Rehmania,, épouse du sultan saadien Mohammed ech-Cheikh et la mère du sultan Abu Marwan Abd al-Malik. Les membres de cette tribu pratiquaient aussi le commerce entre le Maroc et le bilād as-sūdān, région au sud du Sahel[réf. nécessaire].
Parmi les familles les plus connues des Rehamna, on compte la famille Atali. Cette famille a transmis de génération en génération des valeurs de générosité, d'hospitalité et de bienveillance.
Les sultans alaouites (dynastie de l’actuel souverain du Maroc) comptaient sur eux pour maintenir l'ordre parmi les autres tribus de la région, et consultaient leurs gouverneurs et certains de leurs fakihs pour nommer les chefs du Haouz. Un dahir royal décrit les Rehamna comme étant  distingués par leur discipline, leur dévouement, leurs services et leur bon sens.
Une lettre du Makhzen, postérieure à 1290 H, mentionne que Sidi Mohamed ben Abdallah s'appuyait sur eux, les distinguait et les utilisait plus que toutes les troupes de son armée, car ils pouvaient les remplacer toutes.
Il est certain que le privilège qu'avaient les Rehamna sous le règne de Sidi Mohamed ben Abdallah découlait de leur puissance et de leur prédominance dans le Haouz, car ils représentaient pour le souverain une force de frappe sur laquelle il pouvait compter en cas de besoin. C'était pour ses qualités guerrières que le sultan choisit comme vizir Mohamed ben Oumrane Rehmani et le désigna comme calife de Marrakech et de ses environs.
Dans une lettre qui leur avait été adressée, le sultan Moulay Slimane écrit en 1235 H : « Depuis mon avènement, vous avez toujours bénéficié de mes éloges; je vous ai placé à la tête du Souss et du Draa; ie vous ai confié l'administration de Marrakech : je vous ai privilégié sur toutes les autres tribus; j'ai désigné Ezzouine à la tête du Haouz et comme vizir et conseiller... vous êtes la coupole du Haouz et son coeur... je n'ai rien de plus cher que vous ». Les Rehamna n'étaient pas seulement des hommes d'épée, mais leur tribu avait donné jour à beaucoup d'hommes de plume parmi lesquels on peut citer : Ahmed ben Mbark El-Garni, savant fakih et grammairien connu pour son éloquence. Il enseigna le Coran aux fils de Moulay Abderrahmane, Moulay Abi Azza, Moulay Rachid, Moulay Ali et Moulay Abbas. Il meurt en 1304 H/ 1887.
Le fakih El-Bahloul Ibn Ali Bousalhem, né au cours de la dernière décennie du XIe siècle de l'hégire. C'était un faqîh plein de mérites qui enseigna à la Mosquée Ben Youssef à Marrakech. Ébloui par le grand savoir d'El-Bahloul, Moulay Abderrahmane l'établit à Marrakech. El-Bahloul avait une grande influence sur sa tribu et occupa une place importante auprès du sultan qui prenait son avis pour désigner les fonctionnaires du Haouz et lui confia la collecte des impôts dans la tribu. Il va de soi que le rôle régulateur de ce savant de la foi musulmane ne pouvait s'accommoder de la rapacité des détenteurs du pouvoir local dont la répartition et la perception des impôts étaient la prérogative. C'est pourquoi les gouverneurs de la tribu l'ont vite accusé d'être un usurpateur, nuisant à la stabilité sociale. Il fut inculpé et déporté à Fèz en 1270 H/1854, où il mourut en 1272 H/ 1856.
Mohamed ben Hamou El-Barbouchi, savant, qadi et juriste; il était un juge éminent de la tribu et son moufti intransigeant.